# Zengidi
Zengidi ali Zangidi, muslimanska vladarska dinastija turškega porekla, ki je v 12. in 13. stoletju vladala v delu severnega Iraka in Sirije. 

## Zgodovina
Dinastijo je ustanovil Imad ed-Din Zengi (ali Zangi), ki je leta 1127 postal seldžuški atabeg (guverner) Mosula. Kmalu po imenovanju je postal najvplivnejši turški mogotec v severni Siriji in Iraku. Leta 1128 je iz Alepa pregnal ortokidske emirje, leta 1144 zasedel Edeso in postal muslimanski narodni heroj. Dve leti kasneje so ga umorili. 
Po Zengijevi smrti je Mosul in ozemlje Iraka dobil najstarejši sin Saif ad-Din Gazi I., Alep in Edeso pa drugi sin Nur ad-Din. Nur ad-Din se je izkazal kot sposoben vladar, kot je bil njegov oče. Leta 1149 je porazil in ubil antioškega kneza Rajmonda in naslednje leto osvojil ostanke Grofije Edese zahodno od Evfrata. Leta 1154 je svoje uspehe okronal z osvojitvijo Damaska, v katerem so vladali Buridi. 
Svojo prestolnico je prestavil v Damask in še naprej uspešno osvajal tuja ozemlja. Leta 1160 je ujel antioškega kneza Raynalda Châtillonskega, ki je ropal sirijske in armenske kmete v okolici Maraša. Izpustil ga je šele leta 1176 za odkupnino 120.000 zlatih dinarjev (500 kg zlata), medtem pa je osvojil velik del njejegove kneževine. 
Od leta 1160 je večino časa posvečal fatimisdkemu kalifatu v Egiptu, ki je zanimal tudi jeruzalemskega kralja Amalrika I.. Največje uspehe je dosegel leta 1169, ko je njegov kurdski general Širkuh osvojil Egipt. Po Širkuhovi smrti je guverner Egipta postal njegov nečak Saladin, ki Nur ad-Dinove oblasti ni priznal. Nur ad-Din je poskušal ukrotiti nepokornega Saladina in ga napasti, vendar je leta 1174 nepričakovano umrl. 
Njegov sin in naslednik As-Salih Ismail al-Malik, ki je bil takrat še otrok, je pobegnil v Alep, kjer je vladal do leta 1181, ko ga je ubil in nasledil njegov sorodnik. Dve leti kasneje je Alep osvojil Saladin, s čimer se je vladavina Zengidov v Siriji končala. 
Zengidski emirji so v Mosulu v severnem Iraku vladali do leta 1234. Leta 1250 se je njihova oblast tudi tam končala.

## Seznam zengidskih vladarjev

### Atabegi in emirji Mosula
- Imad ad-Din Zengi I. (1127-1146)
- Saif ad-Din Gazi I. (1146-1149)
- Qutb ad-Din Mawdud (1149-1170)
- Saif ad-Din Gazi II. (1170-1180)
- Izz ad-Din Mas'ud I. (1180-1193)
- Nur ad-Din Arslan Šah I. (1193-1211)
- Izz ad-Din Mas'ud II. (1211-1218)
- Nur ad-Din Arslan Šah II. (1218-1219)
- Nasir ad-Din Mahmud (1219-1234)

### Emirji Alepa
- Imad ad-Din Zengi I. (1128-1146)
- Nur ad-Din Mahmud (1146-1174)
- As-Salih Ismail al-Malik (1174-1181)
- Imad ad-Din Zengi II. (1181-1183)

### Emirji Damaska
- Nur ad-Din Mahmud (1154-1174)
- As-Salih Ismail al-Malik (1174)

### Emirji Sindžarja (severni Irak)
- Imad ad-Din Zengi II. (1171-1197)
- Qutb ad-Din Muhammad (1197-1219)
- Imad ad-Din Šahanšah (1219-1220)
- Jalal ad-Din Mahmud (1219-1220)
- Fath ad-Din Umar (1219-1220)

### Emirji Džazire (severni Irak)
- Mu'izz ad-Din Sanjar Šah (1180-1208)
- Mu'izz ad-Din Mahmud (1208-1241)
- Mahmud Al-Malik Al-Zahir (1241-1250)